# Cherenkovstråling
Cherenkovstråling (eller tjerenkovstråling) er lys, som bliver udsendt, når en ladet partikel bevæger sig hurtigere gennem et materiale, end lys kan. Dette fænomen kaldes også for Cherenkov-effekten, opkaldt efter den russiske fysiker Pavel Tjerenkov, som var den første til at beskrive det.
Lysets hastighed i vakuum er den højeste hastighed en partikel kan bevæge sig med ifølge relativitetsteorien. I gennemsigtige materialer (glas, vand) bevæger lyset sig dog betydeligt langsommere end i vakuum, og det er da muligt for en partikel at bevæge sig hurtigere end lyset. Når det sker, udsendes cherenkovstråling.

## Eksempler og anvendelse
I vandbassinerne på atomkraftværker kan man se et blåt cherenkovlys, som kommer fra ladede partikler, der bevæger sig hurtigere igennem vandet end lyset. Anledningen til lyseksplosionen er, at den ladede partikel polariserer de omgivende molekyler. Disse vil hurtigt overgå fra en exciteret tilstand til en tilstand med lavere energiindhold og afgiver dermed en kohærent bølgefront af lys. Dannelsen af cherenkovstråling kan sammenlignes med dannelsen af den lydkegle som opstår bagved fly eller geværkugler ved overlydshastighed.
Cherenkovstråling udnyttes i såkaldte cherenkovdetektorer. I CERN, som er et europæisk forskningsanlæg for primært partikelfysik, anvendes disse til, sammen med store mængder andre data, at afgøre forskellige egenskaber ved partikler. 

## Matematisk beskrivelse
En partikel bevæger sig med farten {\displaystyle v_{p}} igennem et medie, hvor lyshastigheden er 
{\displaystyle v<v_{p}},
og der dannes dermed cherenkovstråling. Stråling udsendt til tiden 0 vil til tiden {\displaystyle t} have rejst afstanden {\displaystyle d}:
{\displaystyle d=vt}
Partiklen vil derimod have rejst længden {\displaystyle L}:
{\displaystyle L=v_{p}t}
Den resulterende vinkel {\displaystyle \alpha } - se illustrationen - er dermed givet ved:
{\displaystyle {\begin{aligned}\sin \alpha &={\frac {d}{L}}\\\sin \alpha &={\frac {vt}{v_{p}t}}\end{aligned}}}
Dvs.
{\displaystyle \sin \alpha ={\frac {v}{v_{p}}}}
Det ses, at vinklen er uafhængig af tiden, hvorfor der dannes en kegle. Hvis mediet har et brydningsindeks {\displaystyle n}, og partiklen bevæger sig med næsten lysets hastighed {\displaystyle c} i vakuum, reducerer udtrykket for vinklen til:
{\displaystyle \sin \alpha \approx {\frac {c}{nc}}={\frac {1}{n}}}
Et medie med {\displaystyle n=1,25} vil således resultere i vinklen:
{\displaystyle \alpha =\sin ^{-1}\left({\frac {1}{1,25}}\right)\approx 53^{\circ }}